# Johann Heinrich Merck
Johann Heinrich Merck (født 11. april 1741 i Darmstadt, død 27. juni 1791 sammesteds) var en tysk litterær personlighed af Goethes kreds.
Merck studerede i Göttingen og Giessen og blev 1767 sekretær ved kancelliet i sin fødeby. Ved siden af sin embedsvirksomhed var han altid livlig optaget af litterære arbejder. Han var den første, der anede Goethes kommende storhed, og ledede ham ved sin overlegne kritik. 1771 indførte han digteren i den kreds Gemeinschaft der Heiligen, han havde samlet omkring sig i sin fødeby.
Han var længe sjælen i Frankfurter gelehrte Anzeigen (stiftet 1772), hørte til medarbejderne ved Wielands Merkur og Nicolais Allgemeine deutsche Bibliotek og stod i brevveksling med de ledende litterære personligheder i Tyskland. Han var ingen produktiv natur, men en skarpsindig Kritiker, der både på kunstens og digtningens område åbnede nye synspunkter og ikke blev uden indflydelse på Sturm- und Drangtidens digteriske Retninger.
Goethes Mephistopheles ejer enkelte af Mercks træk. I en romance Pätus und Arria tog han 1775 Werther i forsvar. Han var anset i vide kredse, og benyttedes ofte som rejseledsager. Desuden gav han sig af med industrielle anlæg, men kom her til kort, ruineredes og undgik kun ved hertug Karl Augusts indgriben 1788 at fallere. Men hans sind formørkedes, og han endte selv sit liv.
Mercks korrespondance findes i Briefe an Johann Heinrich Merck von Goethe, Herder, Wieland und anderen Zeitgenossen (1835), Briefe an und von Johann Heinrich Merck (1838), Ausgewählte Schriften, udgivne af Stahr (1840), Johann Heinrich Merck: Schriften und Briefwechselung in Auswahl ved Kurt Wolff (1909).